# هانا هوش
هانا هوش (به آلمانی: Hannah Höch) (۱۹۷۸–۱۸۸۹) هنرمند پیشرو داداگرای آلمانی بود. از وی به عنوان یکی از پیشگامان در خلق آثار فتوکلاژ و فوتومونتاژ یاد می‌شود.
هانا هوش در سال ۱۸۸۹ در خانواده‌ای نسبتاً مرفه در شرق آلمان متولد شد. او در دانشگاه هنرها و صنایع برلین تحصیل کرد در حالی که همیشه گرایشی تجربی به هنر داشت و در سال ۱۹۱۵ وارد رابطه با هنرمندی متأهل به نام رائول هاوسمان شد. او به همراه هاوسمان و حلقه هنرمندان جوان برلین، شامل گروتس و هارتسفلید از اصول دادائیسم استقبال کردند. این گروه مدتی پس از جنگ، اعضای این گروه به آنارشیست‌ها و کمونیست‌ها پیوستند.
نقطه عطف کار هوش از جایی آغاز می‌شود که به همراه هوسمان به سفری تفریحی به بالتیک می‌رود و آنجا با عکسی عجیب مواجه می‌شود که در آن، عکس پسر سرباز صاحب‌خانه پنج بار بر روی یک عکس قدیمی از مردان یونیفورم پوش قرار گرفته بوده‌است. هاسمان مدعی است که همین عکس، او را به کشف فتومونتاژ رهنمون کرده‌است، به این ترتیب او و هوش به کمک یکدیگر، مدیوم فتومونتاژ را با تولید تصاویری که روی هم چیده شده و تحریک‌آمیز بودند، گسترش دادند. پس از رها کردن کلاژ، هانا هوش با طراحی لباس و الگوهایی برای مجلات زنان برای ناشران تجاری فعالیت کرد.
او در سال ۱۹۲۲ پس از دو بار سقط جنین به زندگی مشترکش با هوسمان خاتمه داد و بعد از آن، رابطه‌ای ده ساله را با تیل بروگن آغاز کرد و در ۱۹۲۶ به آمستردام رفت. چند سال بعد، در سال ۱۹۳۸ از مرکز برلین به خانه‌ای ییلاقی در حومه شهر نقل مکان کرد و به توسعه کارش ادامه داد. او یکی از پیشگامان فتومونتاژ به حساب می‌آید که عکس‌هایش از زنان نوعی پیش آگاهی برای ایده‌های سیمون دوبوار و موج دوم فمینیسم در نیمه قرن بیستم بود. هوش همچنین فیگوری کلیدی در مکتب دادا به حساب می‌آمد، البته در تاریخ دادا در برلین، به هوش اشاره‌ای نشده‌است اما فتومونتاژ او با عنوان «بریده شده با چاقوی آشپرخانه» در اولین نمایشگاه دادائیسم در سال ۱۹۲۰ مورد استقبال قرار گرفت. آثار به‌جای مانده از وی شامل شش دهه کار او از دهه ۱۹۱۰تا دهه ۷۰ میلادی می‌شود. در دوران رایش سوم، نمایشگاه او در سال ۱۹۳۷ میلادی، توسط آدولف هیتلر «منحط» خطاب شد.
نمایشگاه بزرگی از آثار او در سال ۱۹۷۶ میلادی در گالری ملی برلین و در سال ۲۰۱۴ میلادی در نگارخانه وایت‌چپل در لندن برپا شد. هم‌چنین در سال ۱۹۸۹ میلادی، پست آلمان تمبری منقش به یکی از آثار وی را منتشر کرد.